# Бранкалеоне
Бранкалеоне (італ. Brancaleone, сиц. Brancaleuni) — муніципалітет в Італії, у регіоні Калабрія,  метрополійне місто Реджо-Калабрія‎.
Бранкалеоне розташоване на відстані близько 540 км на південний схід від Рима, 115 км на південний захід від Катандзаро, 45 км на південний схід від Реджо-Калабрії.
Населення — 3634 особи (2014).
Щорічний фестиваль відбувається 29 червня. Покровитель — святий Петро Apostolo.

## Демографія
Населення за роками:

Станом на 1 січня 2023 року в муніципалітеті офіційно проживало 318 іноземців з 32 країн, серед них 39 громадян країн Євросоюзу та 15 громадян України.

## Сусідні муніципалітети
- Бруццано-Цеффіріо
- Паліцці
- Стаїті